# Zecca di Cizico
La zecca di Cizico fu una zecca romana con sede nella città di Cizico e attiva dalla metà del III secolo alla metà del VII.
La zecca fu attiva probabilmente sotto gli imperatori Valeriano e Gallieno e certamente sotto Claudio il Gotico e (dopo una breve produzione per Quintillo) Aureliano, sotto il quale passò dalle due officine attive nel 271 alle cinque dell'estate 273 e al quale rese leale durante la guerra col Regno di Palmira.
La zecca era attiva all'inizio del regno di Diocleziano e poi ancora sotto Valente (364), continuando fino al regno di Leone I; verso la fine del V secolo, però, la produzione andò quantitativamente diminuendo, fino a raggiungere, probabilmente, un'interruzione. La zecca di Cizico fu nuovamente attiva nel VI secolo, sotto l'imperatore Giustino I e il suo successore Giustiniano I, e giocò un ruolo importante, insieme alla gemella zecca di Nicomedia, nella riforma monetaria del 539. Il suo segno di zecca era 'KY' o 'KYZ', e in questo periodo produsse solo monete in bronzo. A causa dell'occupazione persiana non fu attiva nel 614/615 e poi ancora nel 625/626; dopo una breve riapertura fu poi chiusa definitivamente a seguito della riorganizzazione voluta dall'imperatore Eraclio I (629), insieme alle zecche di Nicomedia e Tessalonica.